# 奥普罗·安托尔
奥普罗·安托尔（匈牙利語：Apró Antal；1913年2月8日—1994年12月9日），匈牙利族，是匈牙利共产党中央政治局委员，匈牙利爱国人民阵线全国理事会主席，匈牙利人民共和国国民议会主席。

## 生平
1913年，出生于匈牙利琼格拉德州塞格德的农工家庭，之后寄居孤儿院。1916年，在穆列什河右岸的毛科读小学。1922年，小学毕业，当过粉刷匠、建筑工。1930年，加入匈牙利建筑工人全国联合会。1931年，入党。1935年，任匈牙利共产党北匈牙利大区委员会委员。1936年，被捕入狱6个月。1937年，被捕入狱，不久释放。1942年，因参与反战活动，被捕拘留。1944年，当选为党中央委员会委员，参加反法西斯运动，负责游击队的武器采购。
1945年，任匈牙利共产党中央委员会群众团体部部长、匈牙利建筑工人全国联合会主席、匈共中央政治局候补委员。1946年，匈共三大，为匈共中央政治局委员。1948年，匈共四大，为党中央委员、中央政治局委员、匈牙利工会全国理事会总书记。1949年，被斥为“工团主义”者。1951年，被解除工会总书记职务。
1952年，任政府建筑材料工业部部长、建设部部长。1953年，被免去政治局委员职务。1954年，匈共六大，重新为中央政治局委员。1956年，参与镇压匈牙利革命。11月，参与领导建立工农革命政府，任工业部长。1957年，任政府副总理。1958年，任政府第一副总理。1959年，任匈牙利驻经济互助委员会常任代表、经互会执行委员会主席。1961年，兼任国际经济关系委员会主席。1971年，任国民议会主席、匈苏友好协会主席。1978年，参与美国向匈牙利归还圣·伊斯特万王冠仪式活动。
1980年，匈共十二大，被解除政治局委员职务。1984年，辞去国民议会主席职务，退休。1989年，辞去国民议会代表职务。1994年，逝世。

## 作品
- 《人民民主制度下的各级议会的作用》（1959年）
- 《社会主义国家经济合作的一些最重要的问题》（1960年）
- 《为了社会主义国家的经济合作》（1964年）
- 《经互会国家经济合作与匈牙利国民经济》（1968年）
- 《在社会主义建设道路上》（1975年）